# Yukio Gotō
Yukio Gotō (jap. 後藤 靱雄, Gotō Yukio; * vor 1920 in Kōbe; † 1976) war ein japanischer Fußballspieler.

## Nationalmannschaft
1930 debütierte Gotō für die japanische Fußballnationalmannschaft. Gotō bestritt vier Länderspiele. Mit der japanischen Nationalmannschaft qualifizierte er sich für die Far Eastern Championship Games 1930 und 1934.